# 인고다강
인고다강(러시아어: Ингода́; 몽골어: Ингэдэй, 인게데이; 부랴트어: Ангида, 앙기다)은 러시아의 자바이칼 변경주에 있는 강이다. 이 강은 길이 708 킬로미터 (440 mi)이고 유역 면적은 37,200 제곱킬로미터 (14,400 mi2)이다.

## 지리
상류에서 헨테이산맥 기슭을 흐른다. 오논강과 함께 실카강을 형성한다. 인고다강은 11월 초에 얼어붙어 4월 말까지 얼어 있다. 치타시는 인고다강과 치틴카강이 합류하는 지점에 위치한다. 시베리아 횡단 철도의 주요 구간이 인고다강 계곡을 따라 놓여 있다. 이 이름은 "자갈과 모래 강둑이 있는 강"을 의미하는 에벤크어 잉각타에서 유래했다. 치타 서쪽 외곽에 위치한 케논 호수는 인고다강 유역의 일부이다.

## 같이 보기
- 체르스키산맥 (자바이칼)